# Andrij Deszczycia
Andrij Bohdanowycz Deszczycia, (ukr. Андрій Богданович Дещиця, ur. 22 września 1965 w Spasowie) – ukraiński politolog i dyplomata, w 2014 pełniący obowiązki ministra spraw zagranicznych, w latach 2008–2012 ambasador Ukrainy w Finlandii i Islandii, w latach 2014–2022 ambasador Ukrainy w Polsce.

## Życiorys
Z wykształcenia politolog, absolwent Lwowskiego Uniwersytetu Narodowego im. Iwana Franki (1989). Doktoryzował się w 1995 na University of Alberta w Edmonton. Zawodowo związany głównie z ukraińską dyplomacją, w drugiej połowie lat 90. pracował m.in. w przedstawicielstwach dyplomatycznych Ukrainy w Polsce, zaś od 2006 do 2008 był rzecznikiem prasowym Ministerstwa Spraw Zagranicznych. W latach 2008–2012 sprawował urząd ambasadora w Finlandii (z jednoczesną akredytacją w Islandii). Następnie był specjalnym przedstawicielem przewodniczącego Organizacji Bezpieczeństwa i Współpracy w Europie.
27 lutego 2014, po wydarzeniach Euromajdanu, został pełniącym obowiązki ministra spraw zagranicznych w rządzie Arsenija Jaceniuka. Funkcję tę sprawował do 19 czerwca 2014. Został odwołany wkrótce po publicznym wykonaniu wulgarnej przyśpiewki „Putin chujło”. Oficjalnie zdementowano, by było to powodem dymisji, określając to zbiegiem okoliczności w związku z wcześniej planowanymi zmianami w rządzie.
W październiku 2014 został mianowany na stanowisko ambasadora Ukrainy w Polsce. W listopadzie 2014 złożył listy uwierzytelniające prezydentowi RP Bronisławowi Komorowskiemu i oficjalnie rozpoczął misję w Warszawie. W lutym 2022 miał zakończyć pełnienie tej funkcji, a na jego następcę wyznaczono Wasyla Zwarycza. Jego kadencja została jednak przedłużona w związku z inwazją Rosji na Ukrainę. Ostatecznie zakończył urzędowanie w czerwcu 2022.
Biegle mówi w języku polskim, angielskim oraz rosyjskim.

## Odznaczenia
- Krzyż Komandorski z Gwiazdą Orderu Zasługi Rzeczypospolitej Polskiej (2022)[11][13]
- Medal Senatu Rzeczypospolitej Polskiej (2022)[14].